# Хоенварте (Тирингија)
Хоенварте (њем. Hohenwarte) општина је у њемачкој савезној држави Тирингија. Једно је од 39 општинских средишта округа Залфелд-Рудолштат. Према процјени из 2010. у општини је живјело 137 становника. Посједује регионалну шифру (AGS) 16073035.

## Географски и демографски подаци
Хоенварте се налази у савезној држави Тирингија у округу Залфелд-Рудолштат. Општина се налази на надморској висини од 253 метра. Површина општине износи 6,3 km². У самом мјесту је, према процјени из 2010. године, живјело 137 становника. Просјечна густина становништва износи 22 становника/km².